# پرویز اتابکی (آهنگساز)
پرویز اتابکی (زادهٔ ۲۲ تیر ۱۳۱۵ – درگذشتهٔ ۱۷ شهریور ۱۳۸۷) موسیقی‌دان و آهنگساز اهل ایران بود.

## زندگی
پرویز اتابکی ۲۲ تیرِ ۱۳۱۵ در تهران متولّد شد. او موسیقی را در هنرستان موسیقی ملی، نزد هنرمندانی همچون جواد معروفی آموخت و از سال ۱۳۳۶ به آهنگسازی روی آورد. وی تحصیلات دانشگاهی خود را در رشتهٔ زبان‌شناسی، در دانشگاه تهران به پایان رساند و مدت‌ها سرپرست ارکستر دانشگاه تهران بود. او را از نخستین آهنگسازان تحصیل‌کردهٔ موسیقی پاپ در ایران می‌دانند. وی جدای از فعالیت‌های موسیقی، از اعضای هیئت علمی سازمان لغت‌نامه دهخدا بود. او در سال ۱۳۴۸ به همراه تورج نگهبان، «استودیو طنین» را تأسیس نمود. وی در طول زندگی هنری خود، بیش از ۵۰۰ اثر موسیقی را آهنگسازی کرد. او همچنین، تکنواز پیانو در آلبوم «صدای شاعر» اثر هوشنگ ابتهاج بوده‌است.

## درگذشت
پرویز اتابکی ۱۷ شهریور ۱۳۸۷ در سن ۷۲ سالگی، به علت ابتلا به سرطان، در تهران درگذشت. پیکر او ۱۸ شهریور ۱۳۸۷ در قطعه هنرمندان بهشت زهرا به خاک سپرده شد.

## آثار هنری
از جمله آثار پرویز اتابکی به موارد زیر می‌توان اشاره نمود:
ترانه:
- «ستاره آی ستاره» به خوانندگی گوگوش[۶]
- «بیزار» به خوانندگی گوگوش[۶]
- «انگشتر هزار نگین» به خوانندگی گوگوش[۱۰]
- «سکهٔ خورشید» با تنظیم واروژان و خوانندگی گوگوش[۱۰]
- «هم خونه» به خوانندگی گوگوش[۱۱]
- «بهارم مثل زمستون می‌مونه» به خوانندگی گوگوش[۶]
- «گل پشت و رو نداره» به خوانندگی گوگوش[۱۰][۱۱]
- «کی می‌دونه چی پیش میاد» به خوانندگی گوگوش[۱۱]
- «وقتی نیستی» به خوانندگی گوگوش[۱۲]
- «جمجمک برگ خزون» به خوانندگی گوگوش[۱۰]
- «عروسک شکسته» به خوانندگی نلی[۶]
- «نفرین» به خوانندگی نلی[۶]
- «اسکله» به خوانندگی نلی[۶]
- «کی بهت یاد داده؟!» به خوانندگی نلی[۱۰]
- «تا وقتی که من بمیرم دل بمیره» به خوانندگی گیتی[۱۰]
- «آتیش عشقه که خاموش نمی‌شه» به خوانندگی گیتی[۱۰]
- «تا وقتی که من بمیرم و خدا اون روز و نیاره» به خوانندگی گیتی[۶]
- «خوش آمدی» به خوانندگی پروین[۱۰]
- «دیدی عشقت چه گلی زد به سرم» به خوانندگی اونیک[۱۰]
- «هم‌پیمان» به خوانندگی فریدون فرخزاد[۶]
- «شادی دلها» (ترانهٔ فیلم پلی بسوی بهشت) به خوانندگی عهدیه و امیر رسایی[۱۰]
- «دوراهی» (ترانهٔ فیلم پلی بسوی بهشت) به خوانندگی عهدیه[۱۰]

موسیقی فیلم:
- هم‌خون به کارگردانی کامران قدکچیان (۱۳۵۴)[۱۳][۱۴]
- من شوهر می‌خواهم (به همراه بابک اتابکی)، به کارگردانی جواد قائم‌مقامی (۱۳۴۷)[۱۵]
- حسن کچل (به همراه واروژان، بابک افشار، اسفندیار منفردزاده)، به کارگردانی علی حاتمی (۱۳۴۹)[۱۵][۱۴]

## موسیقی تئاتر
«صیادان» به نویسندگی اکبر رادی و کارگردانی فرامرز طالبی (۱۳۵۲)